# إيست بالو ألتو (كاليفورنيا)
إيست بالو ألتو (بالإنجليزية: East Palo Alto) هي إحدى مدن مقاطعة سان ماتيو، كاليفورنيا. تم إعطاءها لقب مدينة في 1 يوليو، 1983.

## التركيبة السكانية
حدّد مكتب تعداد الولايات المتحدة بيانات التركيبة السكانية لإيست بالو ألتو في تعداد الولايات المتحدة. في ما يلي، التركيبة السكانية حسب تعدادي 2000 و2010.

### تعداد عام 2000
بلغ عدد سكان إيست بالو ألتو 29,506 نسمة بحسب تعداد عام 2000، وبلغ عدد الأسر 6,976 أسرة وعدد العائلات 5,275 عائلة مقيمة في المدينة. في حين سجلت الكثافة السكانية 4,307.4 نسمة لكل كيلومتر مربع (11,156.1/ميل2). وبلغ عدد الوحدات السكنية 7,091 وحدة بمتوسط كثافة قدره 1,035.2 لكل كيلومتر مربع (2,681.2/ميل2).
وتوزع التركيب العرقي للمدينة بنسبة 26.98% من البيض و23.03% من الأمريكيين الأفارقة و0.83% من الأمريكيين الأصليين و2.23% من الأمريكيين ذوي الأصول الآسيوية و7.63% من سكان جزر المحيط الهادئ و34.73% من الأعراق الأخرى و4.56% من عرقين مختلطين أو أكثر و58.79% من الهسبانيون أو اللاتينيون من أي عرق.
بلغ عدد الأسر 6,976 أسرة كانت نسبة 56.8% منها لديها أطفال تحت سن الثامنة عشر تعيش معهم، وبلغت نسبة الأزواج القاطنين مع بعضهم البعض 48.2% من أصل المجموع الكلي للأسر، ونسبة 19.8% من الأسر كان لديها معيلات من الإناث دون وجود شريك، بينما كانت نسبة 7.6% من الأسر لديها معيلون من الذكور دون وجود شريكة وكانت نسبة 24.4% من غير العائلات. تألفت نسبة 18.2% من أصل جميع الأسر من عدة أفراد يعيشون في نفس المنزل ونسبة 4.5% كانت تتألف من شخص يعيش بمفرده يبلغ من العمر 65 عاماً أو أكثر. وبلغ متوسط حجم الأسرة المعيشية 4.20، أما متوسط حجم العائلات فبلغ 4.64.
بلغ العمر الوسطي للسكان 25.8 عاماً. وكانت نسبة 34.9% من القاطنين تحت سن الثامنة عشر، وكانت نسبة 13.3% بين الثامنة عشر والرابعة والعشرين عاماً، ونسبة 32.3% كانت واقعةً في الفئة العمرية ما بين الخامسة والعشرين والرابعة والأربعين عاماً، ونسبة 13.7% كانت ما بين الخامسة والأربعين والرابعة والستين، ونسبة 5.1% كانت ضمن فئة الخامسة والستين عاماً فما فوق. يوجد لكل 100 أنثى 105.7 ذكر، ويوجد لكل 100 أنثى في الثامنة عشر من عمرها فما فوق 107.1 ذكر.
بلغ متوسط دخل الأسرة في المدينة 45,006 دولارًا، أما متوسط دخل العائلة فبلغ 44,342 دولارًا. وكان متوسط دخل الذكور 26,631 دولارًا مقابل 27,044 دولارًا للإناث. وسجل دخل الفرد الخاص بالمدينة 13,774 دولارًا. وكانت نسبة 13.5% من العائلات ونسبة 16.2% من السكان تحت خط الفقر، وكان من هؤلاء نسبة 17% تحت سن الثامنة عشر ونسبة 10.9% في الخامسة والستين من العمر وما فوق.

### تعداد عام 2010
بلغ عدد سكان إيست بالو ألتو 28,155 نسمة بحسب تعداد عام 2010، وبلغ عدد الأسر 6,940 أسرة وعدد العائلات 5,279 عائلة مقيمة في المدينة. في حين سجلت الكثافة السكانية 4,110.2 نسمة لكل كيلومتر مربع (10,645.4/ميل2). وبلغ عدد الوحدات السكنية 7,819 وحدة بمتوسط كثافة قدره 1,141.5 لكل كيلومتر مربع (2,956.5/ميل2).
وتوزع التركيب العرقي للمدينة بنسبة 28.78% من البيض و16.71% من الأمريكيين الأفارقة و0.43% من الأمريكيين الأصليين و3.75% من الأمريكيين ذوي الأصول الآسيوية و7.52% من سكان جزر المحيط الهادئ و37.98% من الأعراق الأخرى و4.82% من عرقين مختلطين أو أكثر و64.45% من الهسبانيون أو اللاتينيون من أي عرق.
بلغ عدد الأسر 6,940 أسرة كانت نسبة 54.3% منها لديها أطفال تحت سن الثامنة عشر تعيش معهم، وبلغت نسبة الأزواج القاطنين مع بعضهم البعض 45.3% من أصل المجموع الكلي للأسر، ونسبة 21.8% من الأسر كان لديها معيلات من الإناث دون وجود شريك، بينما كانت نسبة 9% من الأسر لديها معيلون من الذكور دون وجود شريكة وكانت نسبة 23.9% من غير العائلات. تألفت نسبة 17.2% من أصل جميع الأسر من عدة أفراد يعيشون في نفس المنزل ونسبة 4.6% كانت تتألف من شخص يعيش بمفرده يبلغ من العمر 65 عاماً أو أكثر. وبلغ متوسط حجم الأسرة المعيشية 4.03، أما متوسط حجم العائلات فبلغ 4.38.
بلغ العمر الوسطي للسكان 28.1 عاماً. وكانت نسبة 31.9% من القاطنين تحت سن الثامنة عشر، وكانت نسبة 12.4% بين الثامنة عشر والرابعة والعشرين عاماً، ونسبة 31.6% كانت واقعةً في الفئة العمرية ما بين الخامسة والعشرين والرابعة والأربعين عاماً، ونسبة 18.2% كانت ما بين الخامسة والأربعين والرابعة والستين، ونسبة 5.9% كانت ضمن فئة الخامسة والستين عاماً فما فوق. وتوزع التركيب الجنسي للسكان بنسبة 50.7% ذكور و49.3% إناث.

## أعلام
- جاستن ويليس
- كريستيان دينيسي